# Elsa Wallin

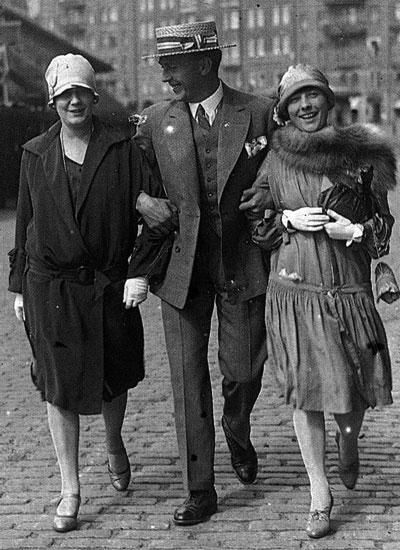
Till höger Elsa Wallin på promenad i Stockholm 1928 med sångaren Lars Egge och (till vänster) dennes dåvarande fru sångerskan Maja Cassel

Elsa Maria Wallin, född 25 april 1900 i Kalmar, död 23 juni 1980 i Malmö, var en svensk operettsångerska och skådespelare.
Wallin filmdebuterade 1922 och scendebuterade 1923. Hon var sedan 1933 gift med Frank Groswenor Nelson.

## Filmografi
- 1930 – Den farliga leken
- 1923 – En rackarunge
- 1922 – Fröken på Björneborg

## Teater

### Roller (ej komplett)
| År   | Roll                              | Produktion                                                                           | Regi             | Teater                  |
| ---- | --------------------------------- | ------------------------------------------------------------------------------------ | ---------------- | ----------------------- |
| 1923 | Juliette                          | Greven av Luxemburg Franz Lehár, Alfred Maria Willner och Robert Bodansky            | Nils Johannisson | Oscarsteatern           |
| 1923 |                                   | Madame Pompadour Rudolf Schanzer, Ernst Welisch och Leo Fall                         | Nils Johannisson | Oscarsteatern           |
| 1923 |                                   | Jungfruburen Alfred Maria Willner, Heinz Reichert, Franz Schubert och Heinrich Berté | Nils Johannisson | Oscarsteatern           |
| 1924 |                                   | Rajhan Anders Eje och Fred Winter                                                    | Nils Johannisson | Oscarsteatern           |
| 1925 | Grevinnan Lisa                    | Grevinnan Mariza Julius Brammer, Alfred Grünwald och Emmerich Kálmán                 | Nils Johannisson | Oscarsteatern           |
| 1925 |                                   | Damerna från Olympen Rudolf Schanzer, Ernst Welisch och Rudolf Nelson                | Nils Johannisson | Oscarsteatern           |
| 1925 | Prinsessan                        | Julstjärnan Sverre Brandt och Johan Halvorsen                                        | Nils Johannisson | Oscarsteatern           |
| 1926 |                                   | Hollandsflickan Leo Stein, Béla Jenbach och Emmerich Kálmán                          | Oskar Textorius  | Oscarsteatern           |
| 1926 | Suzanne de Champioux              | Benjamin René Mercier                                                                | Nils Johannisson | Södra Teatern           |
| 1927 | Bankkamrerns fru                  | Adjö, Mimi Ralph Benatzky, Alexander Engel och Julius Horst                          | Oskar Textorius  | Vasateatern             |
| 1928 | Huguette Verberyer                | Inte på mun Maurice Yvain och André Barde                                            | Oskar Textorius  | Vasateatern             |
| 1928 | Lya                               | Hennes excellens Michael Krausz, Ernst Welisch och Rudolf Schanzer                   | Oskar Textorius  | Vasateatern             |
| 1928 |                                   | Svalboet Bruno Granichstaedten och Ernst Marischka                                   | Oskar Textorius  | Vasateatern             |
| 1928 |                                   | Miss America Walter Bromme, Georg Okonkowsky och Willy Steinberg                     | Sigurd Wallén    | Vasateatern             |
| 1928 |                                   | Hertiginnan av Chicago Emmerich Kálmán, Julius Brammer och Alfred Grünwald           | Oskar Textorius  | Vasateatern             |
| 1928 | Sari                              | Grevinnan Eva Albert Szirmai och Frans Martos                                        | Oskar Textorius  | Vasateatern             |
| 1930 |                                   | Spanska flugan Franz Arnold och Ernst Bach                                           | Elis Ellis       | Odéonteatern            |
| 1931 | Riquette, Viktorias kammarjungfru | Viktorias husar Paul Abraham, Emmerich Földes, Alfred Grünwald och Fritz Löhner-Beda | Oskar Textorius  | Odeonteatern, Stockholm |
| 1931 |                                   | Adjö, Mimi Ralph Benatzky, Alexander Engel och Julius Horst                          | Oskar Textorius  | Odeonteatern, Stockholm |
| 1932 |                                   | Blomman från Hawaii Paul Abraham, Alfred Grünwald och Fritz Löhner-Beda              | Oskar Textorius  | Odeonteatern, Stockholm |
| 1936 | Susanne                           | Ökensången Sigmund Romberg och Oscar Hammerstein                                     | Karl Kinch       | Oscarsteatern           |
| 1939 | Irma                              | Min syster och jag Ralph Benatzky och Robert Blum                                    | Karl Kinch       | Folkan                  |